# 2006年中國維權絕食接力
維權絕食接力是中国律师高智晟在2006年发起的针对中国政府非法对维权人士进行跟踪、软禁、辱骂、殴打和限制人身自由等政府行为，而进行的一次绝食抗议活动，由数量不少的志愿者进行轮流接替绝食。中国政府对具体参与者实施了打压，但中国境内外也有不少人士表示声援和支持。

## 背景
2000年代以来，中国社会贫富差距加大、分配不公、医疗教育社险等民生出现的问题不时被人质疑，民间的维权开始崛起。2003年的陕北石油事件和2005年的太石村罢免事件成为民间维权与中国官方维持稳定的冲突典型。由于两件事没有达成各方能接受的结果，中国官方与民间维权被人认为进行对峙或对抗。
高智晟分别在2004年12月31日、2005年10月18日、2005年12月13日三次上书中国当局，陈述了法轮功人士合法权利没有得到保障、相关处罚不有依据程序、被剥夺司法求助的现况，并要求有关当局努力改变。2005年11月21日至12月2日，联合国酷刑问题特派员曼弗雷德·诺瓦克（Manfred Nowak）在中国调查酷刑问题期间，高智晟向曼弗雷德·诺瓦克报告了中国政府酷刑迫害法轮功学员的情况。而弗雷德·诺瓦克最终向联合国人权委员会提交的中国酷刑问题调查正式报告则认为，中国使用酷刑的现象很普遍，且中国政府没有给酷刑受害者申诉的系统。法轮功问题在中国大陆是政治禁忌，高智晟主办的律师事务所因此被北京司法局以有争议的原由取缔，此后高律师一直被不明身份的人（有人认为这些人是中国政府的秘密警察）跟踪、限制人身自由，并引发言语和肢体的冲突。
随后，中国的多个维权人士或异见人士遭遇警察和不明身份者的跟踪、殴打、非法限制人身自由，协助民间维权对抗政府的人士和律师也被警告。

## 起因和发展
2005年7月，作为北京晟智律师事务所法律顾问的郭飞雄参与太石村罢免事件，为太石村村民提供法律谘助。9月13日被广州番禺公安分局刑事拘留，12月27日被公诉机关决定“不予起诉”而获释。系狱期间，他进行了绝食抗争，就囚犯被强制劳改上书广东当局。出狱后，他公开描述了其在狱中的经历，特别说明了审查人员对他进行过刑讯逼供。此后郭飞雄一直被当局和不明身份者跟踪与干涉。
2006年2月3日郭飞雄在试图拍下秘密跟踪者时与后者发生冲突，被派出所带走并强制滞留10多个小时。2月4日零点30分左右，被放行的郭飞雄在派出所大厅被秘密跟踪者当着警察的面拖出，实施了殴打。
此事促使高晟智与其它维权人士发起绝食接力运动，以抗议中国当局不依据法律的打压和非法侵害。
苏家屯事件曝光后，高智晟公开表示要参与调查苏家屯事件的真相。

## 绝食活动
从2006年2月4日6时开始，启动了全国性接力绝食活动，由高智晟律师和叶霜先生绝食48小时开始，胡佳、齐志勇先生接力第二棒，关增礼、李先生接力第三棒，并由赵昕、郭飞熊先生接力第四棒绝食48小时。以后由志愿者自发接替。
同时他们在网上公布首批义工联系人高智晟、胡佳、齐志勇的联系电话和海外首批义工联系人为高洁、唐元隽。
由于多名参与者被逮捕或失踪，绝食接力开始改变方式，改为固定7人的轮流方式，联系人声称除非发生严重的迫害事件才会适时地发起全国性的绝食抗议行动。

## 各界观点及反应
2006年4月26日，美国众议院以零票反对通过一项决议案，敦促立即停止骚扰高智晟、恢复他的律师营业执照，并促请中共政权停止迫害为保卫人权而努力的其他律师。